# Shaun Fein
Shaun Roberts Fein (Barnstable, 13 luglio 1978) è un allenatore di pallacanestro ed ex cestista statunitense naturalizzato francese.

## Palmarès

### Giocatore
- Match des Champions: 1

Pau-Orthez: 2007